# 沙尔达湖
沙尔达湖也叫夏达错（藏語：ཤར་གཏད་མཚོ།，威利转写：shar gtad mtsho，THL：Sharté Tso）位于中国西藏自治区西部阿里地区日土县境内，地处日土县西南部，湖面海拔4365米，湖长5.9公里，最大宽1.9公里，平均宽1.4公里，面积8平方公里。